# Håen
Håen är en sjö i Markaryds kommun i Småland och ingår i Lagans huvudavrinningsområde.